# Provincia de Mérida
La provincia de Mérida fue una de las provincias históricas que se constituyeron durante el periodo colonial venezolano y que terminaría formando parte integral de la Real Audiencia de Santafé de Bogotá. Más tarde formó parte de la Gran Colombia y una vez que este país desapareció, del Estado de Venezuela. Abarcó un territorio similar al de los actuales estados Mérida, Táchira, Barinas y Apure, incorporando una entrada al sur del Lago de Maracaibo.

## Historia

### Régimen colonial
- 1558: Juan Rodríguez Suárez funda la ciudad de Mérida, en nombre del Corregimiento de Tunja, en honor a su ciudad natal Mérida.
- 1559: Diego García de Paredes al mando de la ciudad de Trujillo otorga asilo a Juan Rodríguez Suárez fundador y gobernador de la Provincia de Mérida, quien era perseguido por las autoridades del Corregimiento de Tunja.
- 1573: Francisco de Cáceres funda La Grita.
- 1576: Es creada la Provincia de La Grita.
- 30 de junio de 1577: El gobernador de la Provincia del Espíritu Santo de la Grita funda Barinas bajo el nombre de Altamira de Cáceres.
- 1592: Fundación de Gibraltar (Zulia) por la Provincia de La Grita.
- 10 de diciembre de 1607: Mérida fue separada del Corregimiento de Tunja y unida con la gobernación de La Grita formando el corregimiento de Mérida y La Grita, con jurisdicción sobre las ciudades de La Grita, San Cristóbal, Gibraltar, Pedraza y Barinas y bajo dependencia de la Audiencia de Bogotá.
- 3 de noviembre de 1622: pasó a ser gobernación de Mérida con Juan Pacheco Maldonado como gobernador.
- 31 de diciembre de 1676: Maracaibo (separada de la provincia de Venezuela) y Mérida-La Grita se unen en una gobernación llamada Provincia de Mérida del Espíritu Santo de Maracaibo (capital en Mérida) bajo dependencia de la Audiencia de Bogotá y luego es conocida como "provincia de Maracaibo" a partir de que en 1678 esa ciudad pasa a ser capital de la gobernación.
- 1677: El Pirata Michel de Grandmont saquea Trujillo, este ataque lleva al Gobernador Jorge de Madureira a cambiar la capital de la provincia a la ciudad de Maracaibo en 1678, para organizar una defensa más efectiva del territorio.

### Régimen republicano
- 1811: La provincia de Mérida decide incorporarse a la Independencia de Venezuela, junto a otras siete provincias para formar la Primera República de Venezuela, Mérida por firmar la independencia es representada por una estrella en la Bandera de Venezuela.[1]
- 1812: Un terremoto arrasa con la ciudad de Mérida, la provincia es luego reconquistada por los realistas.
- 1813: Durante la Campaña Admirable, Simón Bolívar libera Mérida de los realistas, entrando por La Grita (entonces provincia de Mérida) en mayo de 1813. En su recorrido pasa por Bailadores, Mérida y Timotes liberando la provincia de Mérida. Con la victoria de la Campaña Admirable, Mérida se incorpora a la Segunda República de Venezuela.
- 1814: Con la pérdida de la Segunda República, Mérida vuelve a ser incorporado a la Capitanía General de Venezuela.
- 1817: Movimiento popular independentista conocido como La Patriecita, será sofocado por los realistas en 1818.
- 1820: El cruce de los Andes del ejército de Bolívar, libera a Mérida nuevamente. Con la victoria de Boyacá el 7 de agosto, sólo las provincias de Maracaibo y Coro permanecen realistas y Mérida queda incorporada a la Tercera República de Venezuela.
- 1820: el 26 de noviembre Simón Bolívar y Pablo Morillo firman en Santa Ana de Trujillo el Tratado de Armisticio y Regularización de la Guerra, que dio fin al decreto de Guerra a Muerte.
- 1821: Mérida es incorporada a la Gran Colombia como parte del Departamento del Zulia.
- 1830: Al separase Venezuela de la Gran Colombia, el Departamento Zulia volvió a llamarse Provincia de Maracaibo. Las provincias de Mérida y Coro se separaron inmediatamente, quedando la provincia integrada solamente por las secciones Zulia y Trujillo.
- 1835: Se establece la división de la provincia en: Cantón Mérida, Cantón Mucuchíes, Cantón Ejido, Cantón Bailadores, Cantón La Grita, Cantón San Cristóbal y Cantón San Antonio del Táchira.
- 1842: El gobernador de la provincia Gabriel Picón inaugura el primer monumento a Bolívar en el mundo conocido como La Columna en el parque Milla.
- 1856: Los cantones La Grita, San Cristóbal y San Antonio del Táchira se separan para formar la Provincia del Táchira.
- 1864: La provincia de Mérida pasa a llamarse Estado Mérida.[1]

## Poblaciones
La provincia contaba con algunas poblaciones al momento de su fundación, algunas de estas fueron fundadas durante las provincias que la precedieron, la mayoría de las poblaciones se fundó en el siglo XVIII. La Provincia de Mérida fue fundada por Santa Fe de Bogotá en 1558, así como la Provincia de La Grita en 1559, la provincia de La Grita desapareció cuando fue unida a la provincia de Mérida en 1625, la provincia de Mérida incluía el actual estado Trujillo, la provincia de Maracaibo fue creada en 1676 con el territorio de la provincia de Mérida (actuales Mérida, Táchira y Trujillo) y el área del lago de Maracaibo cedida por la  Provincia de Venezuela.

## Organización político-administrativa
Durante la época colonial, España gobernaba sus provincias como Reales Audiencias bajo administración judicial, Corregimientos con gobierno militar y Virreinatos con igual rango que los reinos constituyentes de España, de menor rango eran las provincias que tenían a un gobernador como máxima autoridad civil y militar, aunque en el caso de la Provincia de Mérida dependía judicialmente de la Real Audiencia de Santafé de Bogotá, que era su autoridad superior e intermediario con la corte de España. Por debajo del gobernador estaban los cabildos de las ciudades y los Alcaldes de estas. Durante el siglo XVII existían diferentes estatus de poblaciones, villas que eran solo centros poblados para administrar un territorio, encomiendas donde un español se dedicaba a desarrollar un territorio y convertir a los indígenas, pueblos con una iglesia parroquial, y ciudades con plaza mayor, cabildo y alcalde. Las que tenían estatuto de ciudad eran:
- La Grita
- Mérida
- San Cristóbal
- Barinas

### Durante la Gran Colombia
| Provincia de Mérida (Capital: Mérida) | Provincia de Mérida (Capital: Mérida) | Provincia de Mérida (Capital: Mérida)                  | Provincia de Mérida (Capital: Mérida)                         | Provincia de Mérida (Capital: Mérida) | Provincia de Mérida (Capital: Mérida)                                                | Provincia de Mérida (Capital: Mérida)                                              | Provincia de Mérida (Capital: Mérida)                |
| ------------------------------------- | --- | ------------------------------------------------------ | ------------------------------------------------------------- | ------------------------------------- | ------------------------------------------------------------------------------------ | ---------------------------------------------------------------------------------- | ---------------------------------------------------- |
| Cantón                                | Mérida | Ejido                                                  | Bailadores                                                    | La Grita                              | San Antonio de Táchira                                                               | Mucuchíes                                                                          | San Cristóbal                                        |
| Cabecera                              | Ciudad de Mérida | Villa de Ejido                                         | Villa de Bailadores                                           | Ciudad de La Grita                    | Villa de San Antonio de Táchira                                                      | Villa de Mucuchíes                                                                 | Villa de San Cristóbal                               |
| Parroquias (34)                       | Sagrario, Milla y Llano (parroquias urbanas de la ciudad de Mérida), Tabay, El Morro, La Punta, Acequias, Pueblo Nuevo, Mucuchachí y Aricagua, con la viceparroquia de Mucutuy. | Ejido, La Mesa, Jají, San Juan, Lagunillas y Chiguará. | Bailadores, Nuestra Señora de Regla de Bailadores y Guaraque. | La Grita y Pregonero                  | San Antonio de Táchira y las viceparroquias Santa Bárbara de La Mulata y La Yegüera. | Mucuchíes, Mucurubá, Timotes, Chachopo, Las Piedras, Santo Domingo y Pueblo Llano. | San Cristóbal, Táriba, Guásimos, Capacho y Lobatera. |

### Después de la Gran Colombia

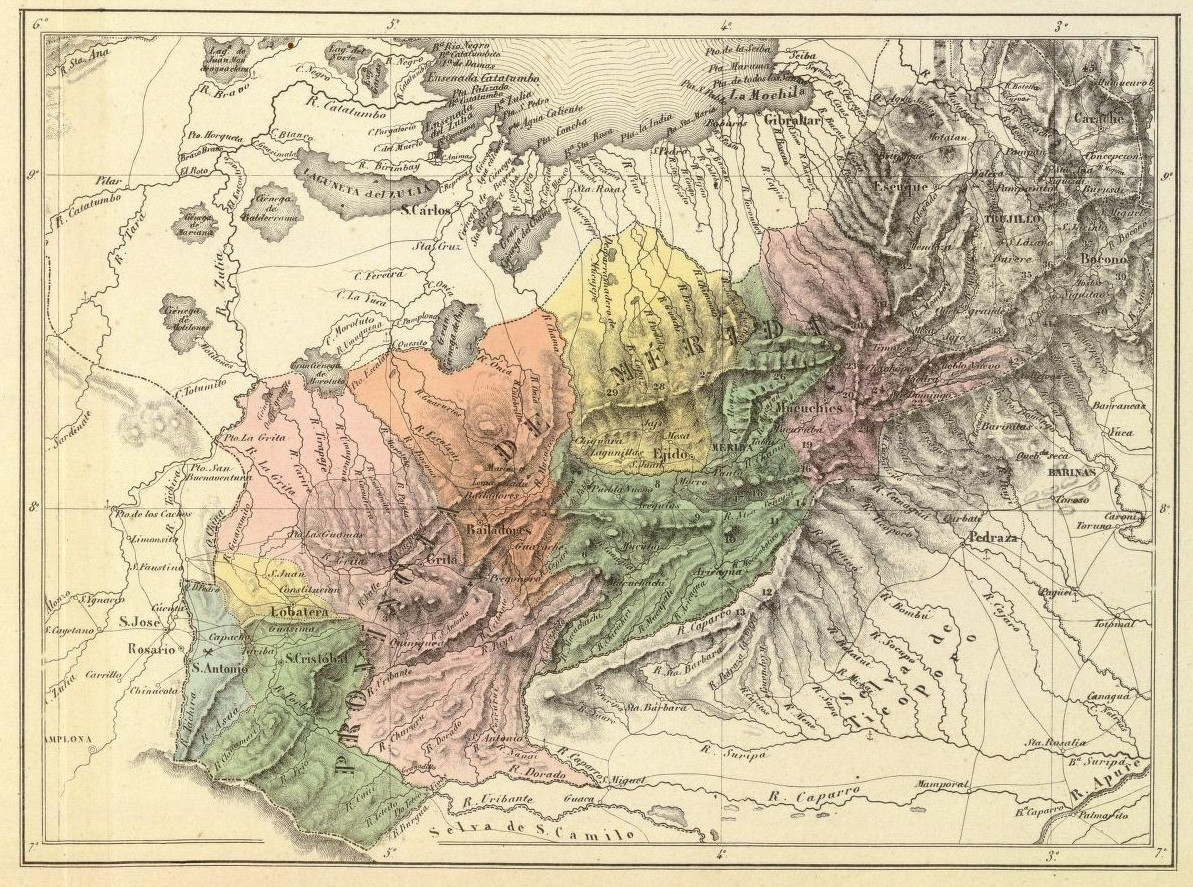
Provincia de Mérida en 1840.

Luego de la independencia, la Provincia de Mérida estuvo dividida en los cantones (1835-1856):
- Cantón Mérida.
- Cantón Mucuchíes.
- Cantón Ejido.
- Cantón Bailadores.
- Cantón La Grita.
- Cantón Lobatera
- Cantón San Cristóbal.
- Cantón San Antonio del Táchira.

En 1856 los 4 últimos fueron separados para formar la provincia del Táchira.

## Territorio

### 1622 - 1676
La provincia de Mérida incorporó los territorios ocupados por el cabildo de Mérida desde su fundación, arrebatados a los aborígenes Timotes hasta el límite con la Provincia de Venezuela el actual estado Trujillo, además del cabildo de San Cristóbal y los territorios que fueron explorados por la Provincia de La Grita, La Grita, Gibraltar (Zulia), Barinas (Barinas) y Pedraza (Apure) desde el Lago de Maracaibo hasta el río Meta.

### 1811 - 1819
La Provincia de Mérida se separó de la Provincia de Maracaibo para firmar la independencia, conformada por la ciudad de  Mérida y otras localidades como  San Cristóbal y La Grita, el territorio es muy similar al de los actuales estados Mérida y Táchira, pero sin entrada al Lago de Maracaibo.

### 1819 - 1831
La Provincia de Mérida forma parte del Departamento del Zulia de la Gran Colombia.

### 1830 - 1856
Al separarse Mérida de la Provincia de Maracaibo en 1830, retomó el territorio que tuvo como provincia independiente, sin más modificaciones hasta 1856.

### 1856 - 1864
En 1856 los cantones de La Grita, San Cristóbal y San Antonio del Táchira se separan para formar la provincia del Táchira, dándole a Mérida un territorio muy similar al actual sin el corredor de Palmarito que le dio entrada al Lago de Maracaibo en 1904.